# 南龍寺 (柏市)
南龍寺（なんりゅうじ）は、千葉県柏市にある浄土宗の寺院。

## 歴史
1615年（元和元年）、寂蓮社尊誉霊哲によって開山された。松戸市の東漸寺の末寺である。
1669年（寛文9年）に現在地に移転した。現在の本堂や客殿は1995年（平成7年）に建て替えられたものである。
当寺では、かつて寺子屋が開かれており、明治になると当寺内で小学校「天真学校」（後の柏市立富勢小学校）が開校されている。

## 交通アクセス
- 路線バス布施荒屋敷停留所より徒歩4分。